# Bref. (série télévisée)
Pour les articles homonymes, voir Bref.
Bref. (typographié bref. dans la série) est une série télévisée française créée par Kyan Khojandi et Bruno Muschio.
De format shortcom, la saison 1 est diffusée au sein du Grand Journal de Canal+ du 29 août 2011 au 12 juillet 2012. Elle est composée de trois sessions. La première, composée de 40 épisodes, est celle commandée initialement par Canal+,. La deuxième, composée elle aussi de 40 épisodes, a été tournée à la suite du succès de la série. La dernière, constituée de deux épisodes, permet de mettre fin à l'histoire et a été diffusée dans une émission spéciale du Grand Journal le 12 juillet 2012,.
À partir de février 2025, Disney+ annonce la diffusion de la saison 2 de Bref. avec six épisodes d'une durée de trente à quarante minutes.

## Résumé de la saison 1
Le personnage principal de la série et narrateur de l’histoire est un jeune homme trentenaire vivant à Paris. Personnage anonyme, il est désigné uniquement par le pronom personnel « Je ». Chômeur et célibataire, sa vie banale manque quelque peu d'intérêt jusqu’à ce qu’il rencontre une fille (désignée comme « cette fille ») au cours d'une soirée. Charmé entre autres par son regard, dès lors le narrateur ne cesse de penser à elle et de chercher à la revoir.
Le jeune homme cherche un travail par intermittence et réussit à décrocher un entretien d'embauche dans une entreprise de photocopieurs. Malgré son entretien calamiteux, durant lequel les mensonges de son C.V. sont découverts par le recruteur, il obtient le poste. Néanmoins, exaspéré par ses différents collègues, tous caricaturaux, et peu passionné par son travail, il démissionne. Par la suite, il travaille en tant que téléconseiller pour un opérateur de télécommunication (Telecom 3000), sous le pseudonyme d'« Éric Dampierre ».
Il multiplie les soirées pour trouver une compagne et enchaîne les coups d'un soir, encouragé par Kheiron (qui est en fait un ami imaginaire). Il recouche aussi avec son ex-petite amie, ainsi qu'avec une fille qu'il n'avait pas vue depuis l’adolescence, prenant ainsi sa revanche d’une humiliation passée. Par ailleurs, il reçoit régulièrement la visite de Marla, jeune femme qu'il surnomme son « plan cul régulier ».
Afin de séduire plus de filles, le narrateur apprend à jouer de la guitare. Ce qui n'est au départ qu'une arme pour draguer devient une passion, et il finit par donner un concert sous le pseudonyme « Amer de toi ».
Le héros est proche de son frère Keyvan, à tel point que les deux se comprennent d'un seul regard et n’ont pratiquement pas besoin de se parler pour se faire comprendre. Le narrateur appelle souvent son frère pour se faire conseiller ou rassurer. Leurs parents finissent par divorcer, à cause de l'infidélité du père avec une étudiante, relation dans laquelle celui-ci mettra trop d’espoir. Resté seul finalement, le père du narrateur emménage un moment chez lui, à son grand désarroi, puis déménage dans un autre appartement du même immeuble.
Keyvan, décidant d'emménager avec l'amour de sa vie, permet au héros de reprendre son appartement, lui permettant de quitter une cohabitation peu fructueuse avec son colocataire Baptiste, trop peu investi dans les tâches ménagères et le rangement. Mais le sort s'abat à nouveau sur le narrateur quand la petite amie de son frère rompt durant le déménagement, obligeant Keyvan à garder son appartement et contraignant le héros à emménager chez son père, puisque Baptiste avait déjà trouvé un nouveau colocataire.
Toujours amoureux de « cette fille » anonyme, le héros se rapproche doucement d’elle. Il multiplie les rendez-vous qui finissent en fiasco, jusqu'au jour où celle-ci l’invite chez elle et finit par l’embrasser. Ils se mettent en couple et le narrateur emménage chez elle. C’est là que Marla, cherchant ce dernier, arrive à l'appartement et tombe sur sa concubine. Devant faire un choix entre ces deux relations, le protagoniste décide de rester avec « cette fille », brisant alors le cœur de Marla.
Avec le temps, le personnage principal et sa concubine commencent à s'éloigner l'un de l'autre et, un soir, ayant trop bu, il la trompe avec une autre fille. Il garde le secret jusqu’à une soirée chez Maud, l'ex de son frère, où il se laisse aller en libérant une colère retenue depuis un moment, avouant alors tout son ressentiment à ses amis, puis finissant par frapper un inconnu. Il tente ensuite de renouer avec Marla, mais celle-ci s'est remise avec son ex-petit ami.
Finalement, après une dépression, le narrateur ré-emménage avec Baptiste et reprend le cours de sa vie d'avant sa relation avec « cette fille ».

### Autres narrateurs
Dans certains épisodes, un autre personnage devient narrateur et personnage principal.
- L'épisode 47 (« Bref. Je suis vieille ») est le premier épisode où le narrateur change, et la narratrice est une personne âgée jouée par Françoise Bertin[9].
- L'épisode 60 (« Bref. Je suis un plan cul régulier.») raconte la même histoire que l'épisode 10 (« Bref. J’ai un plan cul régulier.»), cette fois-ci du point de vue de Marla.
- Les épisodes 72 et 73, (« Bref. J’ai fait une soirée déguisée », parties 2 et 3) sont respectivement centrés sur « cette fille » et sur « un inconnu » qui s’est incrusté dans la soirée organisée chez Maud[10],[11].

## Fiche technique
- Titre : Bref. (typographié « bref. » dans la série)
- Réalisation : Bruno Muschio et Kyan Khojandi
- Scénario : Bruno Muschio et Kyan Khojandi
- Photographie : Josselin Billot
- Montage : Valentin Féron
- Chef décorateur : Jérémy Duchier et Jérôme Canaple
- Ingénieur du son : Henri D'Armancourt
- Assistant réalisateur : Fabrice Barnier
- Scripte : Anne Fromm
- Premier assistant opérateur : Stéphanie Varéla
- Régisseur général : Fabrice Triquenot
- Électricien : Jean François Reverdy
- Costumes : Marion Moulès et Matthieu Camblor
- Maquillage : Amélie Langlet
- Effets spéciaux : Damien Maric
- Étalonnage : Fred Fleureau
- Producteur : Harry Tordjman
  - Direction : Oriana Gay
  - Production exécutive : Anna Tordjman
- Société de production : My Box Productions
- Société de distribution : Canal+
- Effets spéciaux numériques : WIP Studio
- Postproduction : Untitled Studios
- Format : 1.77 : 1, couleur
- Pays d'origine :  France
- Langue : français
- Genre : shortcom (saison 1), feuilleton (saison 2)
- Durée : environ 1 minute 40 secondes (saison 1), 35 à 40 minutes (saison 2)

## Distribution

### Personnages principaux

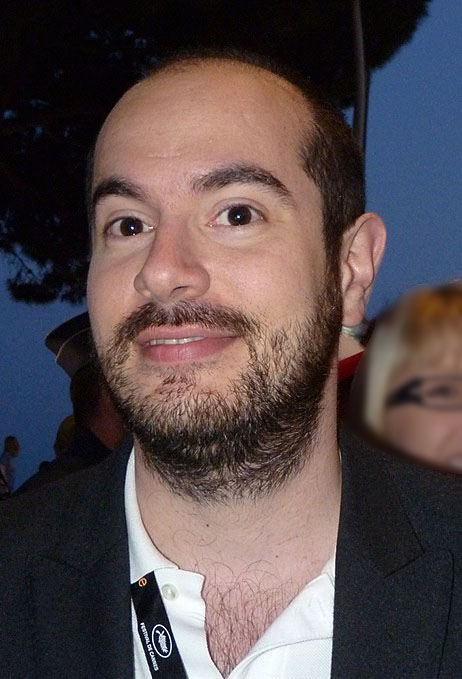
Kyan Khojandi, interprète de « Je », lors du 65e Festival de Cannes.

Distribution des personnages tels qu'ils apparaissent au générique de tous les épisodes, qu'ils y jouent ou non.
- Kyan Khojandi : « Je », le narrateur
- Mikaël Alhawi : Ben
- Alice David : Sarah Béretil / « cette fille »
- Dédo : Julien
- Jonathan Cohen : Charles (à partir de l'épisode 39)
- Kheiron : Kheiron, ami du narrateur
- Keyvan Khojandi : le frère de « Je » (Keyvan)
- Bérengère Krief : Marla
- Baptiste Lecaplain : Baptiste
- Marina Pastor : la mère du narrateur
- Éric Reynaud-Fourton : le père du narrateur

### Personnages secondaires
Les caméos et apparitions uniques ne sont pas mentionnés ici.

#### Saison 1
- Blanche Gardin : Katie (2 apparitions)
- Yacine Belhousse : « Demain », la solitude
- Françoise Bertin : la vieille dame, Mme Dubreuil
- Maud Bettina-Marie : Maud
- Sidonie Biemont et Lucienne Soumah : les filles de la publicité Energy 3000
- Michel Denisot : lui-même (teaser, épisode 53)
- Waly Dia : le copain de Manuela
- Romain Fleury : Marc, le copain de Keyvan
- Charley Fouquet : « l'infirmière » (épisodes 71, 72, 73 et 74)
- Solal Forte : le narrateur à 15 ans
- Maryline Gendre : la pharmacienne
- Antoine Gouy[12] : « le mec que personne ne connaît dans les soirées » (épisodes 71, 72, 73 et 74)
- David Salles : le psychiatre
- Laure Hennequart : Laure
- Alban Ivanov : le lascar
- Romain Lancry : la liberté
- Éric Laugérias : l'oncle
- Axelle Bossard : la tante
- Arnaud Lechien : le serveur (épisode 36)
- Sarah Lou Lemaitre : Manuela (épisode 5)
- Grégoire Ludig : l'interne
- Damien Maric : l'hypocondriaque
- David Marsais : Fabien (épisodes 12 et 32)
- Bruno Muschio : Jamais (épisodes 2, 47 et 81)
- Monsieur Poulpe : Fred Blanchart
- Davy Mourier : « un des mecs dans les bureaux »
- Gaëlle Oileau : Christine (épisodes 1 et 8)
- Patrick Piard : Steve / l'homme de la pub Energy 3000
- Nadia Roz : la caissière
- Juliette Tresanini : l'ex
- Vérino : le patron de Telecom 3000
- Églantine Rembauville : Émilie (épisode 33)
- Bruno Sanches : L'ex de Marla (épisodes 60 et 75)
- Manu Rui Silva : Francis, l'employeur (épisode 4, 12 et 14)

#### Saison 2
- Laura Felpin : Billie
- Doria Tillier : Elle
- Dédo : Julien
- Carlito : Jérôme
- Éric Reynaud-Fourton : le père
- Marina Pastor : la mère (5 épisodes)
- Éric Laugérias : l'oncle (5 épisodes)
- Fabian Wolfrom : le père à 25 ans (5 épisodes)
- Jean-Paul Rouve : Jean-Jacques (4 épisodes)
- Alexandre Astier : le psy bourré (4 épisodes)
- Mariama Gueye : Anaïs (4 épisodes)
- Anna Apter : Anna (4 épisodes)
- Jonathan Cohen : Serge (3 épisodes)
- Freddy Gladieux : homme spoiler (3 épisodes)
- Xavier Lacaille : le mec de Marla (3 épisodes)
- Alexandre Kominek : l'oncle à 30 ans (3 épisodes)
- Maghla : la meuf de Marla (2 épisodes)
- Morgane Cadignan : femme spoiler (2 épisodes)
- Emmanuelle Bercot : présentatrice des Césars (2 épisodes)
- Noémie Lvovsky : Valérie (2 épisodes)
- Shirine Boutella : une fille d'un date (2 épisodes)
- Jean-François Cayrey : l'instructeur de l'oncle (2 épisodes)
- Monsieur Fraize : Thierry (2 épisodes)
- Blanche Gardin : Katie
- Grégoire Ludig : le médecin
- Florent Bernard : le comique
- Bertrand Usclat : Louis
- GiedRé : l'actrice de Marla
- Orelsan : Orel
- Gringe : Gringe
- Djilsi : Brange
- Seb : Manusan
- Thomas VDB : Bernard le RH
- Aude Gogny-Goubert : la mère de la petite fille à l'incendie
- Pablo Mira : le présentateur
- Jay : chanteur du Quartet
- Mister V : le glacier
- Anne Loiret : le médecin du père
- Raphaël Descraques et Aurélien Préveaux : les chercheurs
- Erwan Marinopoulos : le cousin
- Marion Bertrand : une fille à la projection
- Solal Forte : Je à 20 ans
- Kody : Joseph
- Romain Lancry : la liberté
- McFly : le kiffeur de jouet de 40 ans

## Personnages

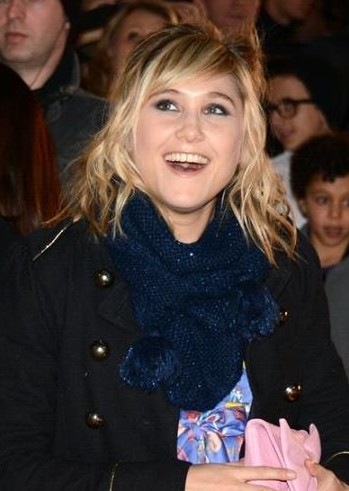
Bérengère Krief, l'interprète de Marla, en décembre 2013.

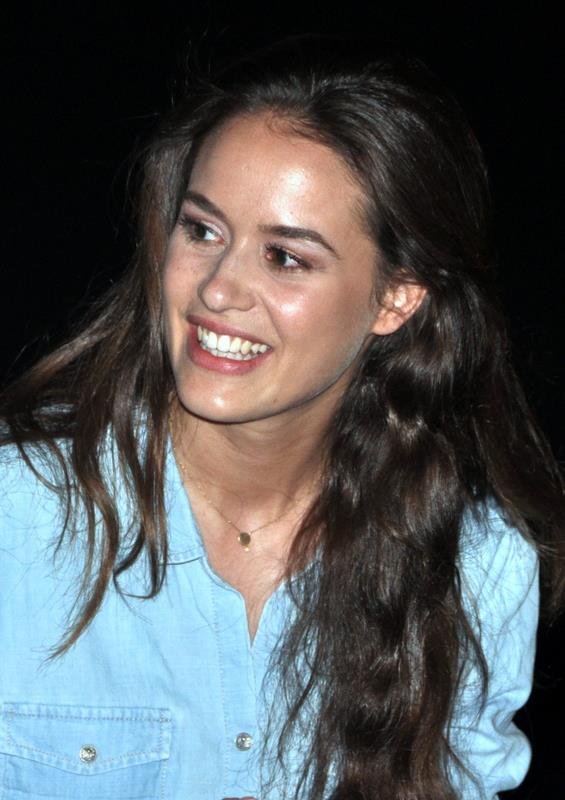
Alice David, interprète de Sarah / « cette fille », en avril 2013.

- « Je », le héros anonyme (interprété par Kyan Khojandi) est le personnage principal de la série. Trentenaire au chômage, il partage son temps entre sa passion naissante pour la guitare, son « plan cul régulier » et ses nombreuses heures passées sur Internet (notamment sur des sites pornographiques). Le sexe tient une part importante dans sa vie. Il est gentil, peut-être un peu trop (cf. épisodes « Je sais pas dire non », « Je me suis fait agresser »), mais aussi fainéant, hypocondriaque, désinvolte, égoïste, hypocrite et souvent malchanceux. Il est amoureux de « cette fille » qui ne semble pas non plus insensible à ses charmes, mais la malchance de « Je » les empêche dans un premier temps de se retrouver en situation de conclure. « Je » parvient finalement à la séduire puis ils emménagent ensemble, mais toujours instable, il finira par la tromper et elle le quittera. Dans la saison 2, la mort de son père va l'amener à une profonde introspection sur sa vie, ses relations amoureuses et familiales.
- Marla (interprétée par Bérengère Krief) est le « plan cul régulier » du personnage principal. Elle n'apparaît au début qu'en tant que partenaire sexuelle, bien que l'histoire se focalise de temps en temps sur elle (par exemple, lors de l'enterrement de son chat Croquette). Elle est colérique, comme en témoignent ses nombreux coups de sang toujours conclus par son expression favorite « t'es qu'un con ! » Un de ses plaisirs réside dans la création de figurines en pâte à sel. On découvre dans l'épisode « Je suis un plan cul régulier » qu'elle est amoureuse du personnage principal. Mais ce dernier lui brise le cœur dans l'épisode J'ai fait un choix, choisissant « cette fille » au lieu d'elle. Dans la saison 2 et par un caméo dans la série Serge le Mytho, on apprend que « Je » et Marla se sont remis en couple un temps avant de finalement rester amis et Marla s'est épanouie dans un ménage à trois.
- Sarah Béretil, alias « cette fille » (interprétée par Alice David) est le fantasme du personnage principal. Ils se sont rencontrés en soirée. Après l’avoir ignoré, elle s'intéresse peu à peu à lui. Elle est fan de Carbon Kevlar. Dans la vie, elle travaille dans un sex-shop. Dans l'épisode 6, on peut apercevoir sur sa page de profil Facebook qu'elle s'appellerait Delphine, mais dans l'épisode J'ai fait une soirée déguisée (partie 4), on apprend qu'elle s'appelle en réalité Sarah Béretil. Après leur séparation, elle écrira et réalisera un film sur leur histoire, Mortelle Banalité, qui fera d'elle une star du cinéma français.
- Le père du narrateur (interprété par Éric Reynaud-Fourton), qui divorce au début de la série après une aventure avec Manuella, une étudiante en LEA (épisode « J'ai fait un repas de famille »). Figure du loser, il va quelque temps s'installer chez son fils avant d'emménager dans l'appartement voisin. Il essaie de faire jeune en utilisant des expressions et en s'habillant comme les jeunes, mais sans succès. Il n'a aucun ami et squatte régulièrement chez son fils. Après s'être réconcilié avec son épouse, il meurt d'un cancer agressif, et sa mort amènera « Je » à reconsidérer sa relation avec lui.
- Baptiste (interprété par Baptiste Lecaplain) est le colocataire du personnage principal. Il a eu plusieurs petites amies qui l'ont fui car il était « flippant » selon le narrateur, pour celles qui n'aimaient pas ses excentricités. Relativement fainéant et fantasque, il s'entend plutôt bien avec le personnage principal. Mais ce dernier tombe dans une situation compromettante à cause de lui car il envoie son « plan-cul régulier » Marla chez sa concubine. Dans la saison 2, Baptiste s'est marié et attend un deuxième enfant.
- Keyvan (interprété par Keyvan Khojandi) est le frère du personnage principal. Il est son antithèse. Sûr de lui, il a un emploi et un couple stable. Ces différences ne l'empêchent pas d'être proche de son frère qu'il n'hésite jamais à aider. Une sorte de télépathie semble s'être développée entre eux. Dans un épisode, Keyvan doit déménager chez sa petite amie Maud et laisser son appartement à son frère, mais cette dernière rompt lors du déménagement. On apprend par la suite qu'il est gay, et qu'il a un petit ami nommé Marc (épisode 56, Mon frère a quelqu'un). Dans la saison 2, Keyvan s'est marié et a du succès au travail, ce qui rend jaloux « Je ».

## Épisodes

### Saison 1
Sauf indication contraire, les informations mentionnées dans cette section peuvent être confirmées par la base de données cinématographiques Allociné,  présente dans la section « Liens externes ».

### Saison 2
Le 31 janvier 2025, Disney+ annonce la création de la saison 2 de Bref. qui sera diffusée sur sa plateforme à partir du 14 février 2025.
Contrairement à la saison précédente qui était de format shortcom (82 épisodes d'environ deux minutes), cette saison est composée de six épisodes d'une durée de trente à quarante minutes, toujours scénarisés par Kyan Khojandi et Navo, les créateurs et auteurs de la saison 1.

## Accueil

### Diffusion
En octobre 2011, à la suite du succès des premiers épisodes, Canal+ a commandé quarante épisodes en plus des quarante déjà tournés,.
La série connaît un rapide succès et le 6 octobre 2011, Le Grand Journal réalise un pic d'audience de plus de 2,5 millions de téléspectateurs, soit 9,5 % de part d'audience,. Néanmoins, les audiences baissent et passent sous la barre des 2 millions pour atteindre 1,5 million début janvier 2012. Cependant, ces chiffres sont à relativiser, compte tenu du nombre de personnes qui regardent Bref en télévision de rattrapage sur Internet.
Le 29 juin 2012, Kyan Khojandi, Bruno Muschio et Harry Tordjman annoncent que la série s'arrête le 12 juillet.
Au Québec, les capsules sont diffusées à partir du 27 août 2012 sur AddikTV.

### Réception critique
Rapidement, la critique presse salue la pastille qui est remarquée comme une des bonnes surprises de la rentrée télévisuelle 2011. En une semaine, elle suscite un engouement sur Internet tel qu'elle dépasse le million de fans sur Facebook début octobre.
Les premières parodies de la série apparaissent en moins de trois semaines,,,.
La série est appréciée du fait de son rythme très rapide (une minute trente, 130 plans par minute), tant par l'enchaînement des images que par la narration, ainsi que pour son humour basé sur le quotidien et l'identification facile au personnage principal.
Dans un article du Monde, Alexis Benoist de la Fondation pour l'innovation politique voit dans ce succès la manifestation d'une uniformisation de masse du mode de vie des trentenaires et le triomphe du primat de la vie privée sur l'action politique.
La série a fait l'objet d'un article de Jean-Bernard Cheymol (maître de conférences en sciences de l’information et de la communication), intitulé « Le pouvoir de la fiction télévisée d’un point de vue temporel », paru en 2013 dans la revue Communication de l'Université Laval.
La deuxième saison est plutôt bien reçue : Pierre Langlais pour Télérama note l'équilibre entre rire et émotion, Marie Salammbô pour Numérama considère que malgré les limites imposées par son style de narration, la série a su se réinventer et qu'elle s'inscrit dans la suite des séries positives et réconfortantes comme Virgin River ou Ted Lasso. Parmi les critiques négatives, Marius Chapuis pour Libération considère que le passage au format long rend la série ennuyeuse.

### Influences
Lors du documentaire « Bref. Le documentaire » diffusé le 31 décembre 2011 sur Canal+ lors de l'émission Bref. La spéciale, l'équipe de la série explique qu'elle a été influencée par les films Fight Club, Snatch ou encore Trainspotting,.
Les épisodes 53, 54, 56 et 61 contiennent des allusions directes aux répliques du film La Cité de la peur (1994) des Nuls. Le discours indirect de la narration de la série rappelle aussi la scène finale de La Cité de la peur où Karamazov retranscrit les propos de Martoni au préfet par talkie-walkie.

## Musique
Les épisodes de la série sont rythmés par des morceaux essentiellement empruntés à des artistes de la scène électronique française : The Name, Neus, Chlorine Free, Émilie Simon ou encore Carbon Kevlar, Ben Mazué, The weasel and the wasters, Tortoza, etc.
Kyan Khojandi a collaboré avec The Name sur la composition d'au moins une des pistes de la bande originale de la série : Try Again.
| 1.  | Kidding                          | 5:19 |
| 2.  | Another C                        | 3:25 |
| 3.  | Midside                          | 1:34 |
| 4.  | La Vulgaire Symphony             | 5:24 |
| 5.  | Try Again                        | 3:40 |
| 6.  | The Journey                      | 4:39 |
| 7.  | The Journey (Remix by Christine) | 4:30 |
| 8.  | The Passenger                    | 2:51 |
| 9.  | Distance                         | 5:08 |
| 10. | It's Chicken Time Baby           | 2:57 |
| 11. | Nights                           | 6:32 |
| 12. | The Blasted Train                | 3:23 |
| 13. | Get the Bassline                 | 3:43 |
| 14. | The Hangover                     | 3:45 |
| 15. | Rippin Killin                    | 4:06 |

| 1.  | Marla-Je thème          | 3:22 |
| 2.  | Feelin' High            | 2:47 |
| 3.  | Les Amants du Même Jour | 1:33 |
| 4.  | Home Alone              | 3:53 |
| 5.  | Funkhop                 | 1:17 |
| 6.  | Fleur de Saison         | 4:14 |
| 7.  | Angelina                | 3:16 |
| 8.  | Delphine                | 3:05 |
| 9.  | Beautiful               | 5:39 |
| 10. | Le Long des Berges      | 3:13 |
| 11. | Alone                   | 3:40 |
| 12. | MS16                    | 3:25 |
| 13. | Endless Ride            | 4:30 |
| 14. | Electron                | 6:04 |
| 15. | Locked                  | 8:09 |

| 1.  | Kidding - 2025 Rework       | 5:18 |
| 2.  | It's Chicken time, baby!    | 2:56 |
| 3.  | Nothing but                 | 3:03 |
| 4.  | We Are                      | 3:20 |
| 5.  | CRASH                       | 3:34 |
| 6.  | Meet Ben                    | 3:36 |
| 7.  | C'est la guerre             | 2:29 |
| 8.  | Après minuit                | 3:32 |
| 9.  | Anaïs & Baptiste            | 1:09 |
| 10. | 127                         | 3:24 |
| 11. | Try Again                   | 3:40 |
| 12. | Bright Eyes                 | 3:26 |
| 13. | Midnight Eyes               | 4:01 |
| 14. | Electric Vibes              | 3:46 |
| 15. | Chasing Us                  | 2:08 |
| 16. | System Failure              | 3:22 |
| 17. | Reflections                 | 2:50 |
| 18. | La mécanique des songes     | 3:34 |
| 19. | Mortelle banalité           | 1:33 |
| 20. | L'aveu                      | 1:43 |
| 21. | Drifting Away               | 2:25 |
| 22. | Level Up Jean Jacques       | 1:45 |
| 23. | Voices in my head           | 3:58 |
| 24. | Back Seats                  | 2:05 |
| 25. | Don't Trouble The Scientist | 2:43 |
| 26. | Spin it!                    | 2:00 |
| 27. | Velvet Panic                | 4:22 |
| 28. | La descente                 | 2:01 |
| 29. | L'inondation                | 2:21 |
| 30. | Un don                      | 1:03 |
| 31. | Suspension                  | 2:38 |
| 32. | Elle pleure                 | 1:35 |
| 33. | Highlighted Rats            | 3:18 |
| 34. | No Signal                   | 2:05 |
| 35. | Hunting Like A Raptor       | 2:41 |
| 36. | The Celest Agency           | 3:03 |
| 37. | Treasure                    | 2:11 |
| 38. | Sur un fil                  | 1:23 |
| 39. | Solitude                    | 1:21 |
| 40. | Glitter Ride                | 2:01 |

Autre :
- The cow (3:12) (The weasel & the wasters)

## Édition en vidéo
Le premier DVD regroupant les épisodes de la série sort le 6 mars 2012 ; il contient notamment les 40 premiers épisodes, le documentaire Bref. Le documentaire et un bonus caché,. Le second DVD sort le 23 octobre 2012 et contient les épisodes 41 à 82, achevant la série.

## Autour de la série
La série fait partie d'un univers partagé avec les séries Bloqués et Serge le Mytho, créées par Kyan Khojandi et Bruno Muschio. La seconde est la continuation de la première, le personnage de Serge apparaissant pour la première fois dans Bloqués et ceux d'Orel et Gringe pour la dernière fois dans Serge le Mytho.
Enfin, en juin 2017, dans l'épisode 29 de Serge le Mytho, au cours d'une promenade, Serge, Orel et Gringe tombent brièvement sur "Je", le personnage de Bref. interprété par Kyan Khojandi. Il est d'ailleurs accompagné de Marla, interprétée par Bérengère Krief, suggérant que les deux personnages se sont remis en couple après la fin de la saison 1 de Bref., comme le confirmera la saison 2). "Je" appelle alors Serge "Charles", ce qui permet au spectateur de comprendre que le personnage de Charles, apparu dans l'épisode 65 de Bref (“Bref. J’ai un nouveau pote"), interprété par Jonathan Cohen, et le personnage de Serge, sont une seule et même personne. Les séries Bref., Bloqués et Serge le Mytho se déroulent donc dans le même univers, les protagonistes des trois séries se retrouvant même dans l'épisode 2 de la saison 2 de Bref. 
Enfin, la série Cher Journal, créée par Anna Apter et produite par Kyan Khojandi, pourrait également prendre place dans le même univers. En effet, à la fin de l'épisode 11 (Darwin Award), la phrase « C'est ma soirée ou c'est pas ma soirée ? », peut être entendue prononcée par Maud, un personnage de Bref. Dans l'épisode 24 (Flashback), le film fictif Mortelle Banalité est mentionné lorsque Anna croise un personnage interprété par Alice David. Dans Bref.2, Mortelle Banalité est le nom du film réalisé par Sarah Béretil, personnage de Bref. également interprété par Alice David. Enfin, Anna Apter rejoint également la distribution de Bref.2, dans le rôle d'Anna. 